# Il sogno di Calvin
Il sogno di Calvin (Like Mike) è un film del 2002 diretto da John Schultz e interpretato dal rapper Bow Wow.

## Trama
Il film racconta la storia di Calvin, un orfano tredicenne che viene in possesso di un paio di scarpe da basket appartenute al grande Michael Jordan.
Con quelle scarpe ai piedi Calvin diventa un giocatore straordinario nonostante la bassa statura, le scarpe sono state colpite da un fulmine e quindi sono state modificate tanto da permettergli di essere messo sotto contratto dalla (fittizia) franchigia NBA dei Los Angeles Knights. Mentre gli avversari sono estasiati dalle cose che Calvin riesce a fare in campo, il tutore, ovvero il capo dell'orfanotrofio, gli ruba le scarpe. Calvin riesce a riprenderle grazie ai suoi amici e un ex nemico. I suoi nuovi compagni di squadra non lo sopportano, soprattutto il suo compagno di stanza in trasferta: Tracey Reynolds.
Però, piano piano i due cominciano ad avvicinarsi e a essere grandi amici. Intanto le partite si vincono e la squadra si arriva ai play off. Calvin viene adottato da Tracey Reynolds con il suo migliore amico.

## Curiosità
Nel film appaiono molti famosi giocatori NBA:
- Tracy McGrady
- David Robinson
- Allen Iverson
- Chris Webber
- Jason Kidd
- Steve Nash
- Vince Carter
- Dirk Nowitzki
- Gary Payton
- Michael Finley
- Desmond Mason
- Alonzo Mourning
- Jason Richardson
- Rasheed Wallace
- Gerald Wallace